# Andreï Makine
Andreï Sergueïevitch Makine (în rusă Андрей Серге́евич Макин, transliterat: Andrei Sergheevici Makin; n. 10 septembrie 1957, Krasnoiarsk, RSFS Rusă, URSS) este un romancier francez. A publicat, de asemenea, sub pseudonimul Gabriel Osmonde. Printre romanele lui Makine se numără Dreams of My Russian Summers (Visele din verile mele rusești) - 1995, care a câștigat două premii franceze de top, Prix Goncourt și Prix Médicis. El a fost ales în scaunul 5 al Academiei Franceze la 3 martie 2016, fiind succesorul Assiei Djebar.

## Biografie
Andreï Makine s-a născut la Krasnoiarsk, RSFS Rusă, Uniunea Sovietică la 10 septembrie 1957 și a crescut în orașul Penza, la aproximativ 700 de kilometri sud-est de Moscova. În copilărie, familiarizându-se cu Franța și cu limba franceză de la bunica sa franțuzoaică (nu este sigur dacă Makine a avut într-adevăr o bunică franțuzoaică; în interviurile ulterioare a susținut că a învățat limba franceză de la un prieten), a scris poezii atât în limba franceză, cât și în rusă, limba sa maternă.
În 1987, a plecat în Franța în cadrul unui program de schimb de profesori și a decis să rămână. Aici i s-a acordat azil politic și a luat decizia de a-și câștige existența ca scriitor în limba franceză. Cu toate acestea, Makine a trebuit să-și prezinte primele manuscrise ca traduceri din limba rusă pentru a depăși scepticismul editorilor că un exilat nou sosit ar putea scrie atât de fluent într-o a doua limbă. După reacții dezamăgitoare la primele două romane ale sale, abia după opt luni a găsit un editor pentru al patrulea său roman, Dreams of My Russian Summers. Publicat, în sfârșit, în 1995, în Franța, romanul a devenit primul din istorie care a câștigat atât Prix Goncourt, cât și Prix Médicis, plus Prix Goncourt des Lycéens.
În 2001, Makine a început să publice în secret, sub numele de „Gabriel Osmonde”, un total de patru romane de-a lungul a zece ani, ultimul apărând în 2011. A fost un mister literar francez la acea vreme și mulți au speculat în privința identității acestui Osmonde. În cele din urmă, în 2011, un critic a observat că romanul lui Osmonde - 20.000 femmes dans la vie d'un homme (20.000 de femei în viața unui bărbat) a fost inspirat din romanul lui Makine Visele din verile mele rusești, iar Makine a confirmat atunci că el este autorul. Explicând de ce a folosit un pseudonim, a spus: „Am vrut să creez pe cineva care să trăiască departe de harababura lumii”.

## Traduceri
Toate romanele lui Makine au fost traduse în engleză de Geoffrey Strachan.
Le testament français (Testamentul francez) a fost publicat în engleză ca Dreams of My Russian Summers, în Statele Unite ale Americii și sub titlul original francez în Regatul Unit. De asemenea, a fost tradus în rusă de Yuliana Yahnina și Natalya Shakhovskaya și a fost publicat pentru prima dată în numărul 12 al revistei literare Foreign Literature (Иностранная литература), în 1996.

## Opera literară
- La Fille d'un héros de l'Union soviétique, 1990, Robert Laffont (Fiica unui erou al Uniunii Sovietice, 1996 ISBN: 1-55970-687-2)
- Confession d'un porte-drapeau déchu, 1992, Belfond (Confesiunea unui purtător de drapel decăzut, 1996 ISBN: 1-55970-529-9)
- Au temps du fleuve Amour, 1994, Editions du Félin (Odată pe râul iubirii, 1996 ISBN: 1-55970-438-1)
- Le Testament français (Testamentul francez), 1995, Mercure de France (Visele din verile mele rusești, 1997 ISBN: 1-55970-383-0; publicat în engleză și ca Le Testament Francais)
- Le Crime d'Olga Arbelina, 1998, Mercure de France (Crima Olgăi Arbyelina, 2000 ISBN: 1-55970-494-2)
- Requiem pour l'Est, 2000, Mercure de France (Requiem pentru un imperiu pierdut, 2001 ISBN: 1-55970-571-X)
- La Musique d'une vie, 2001, Éditions du Seuil (Muzica unei vieți, 2004 ISBN: 1-55970-637-6; publicat și ca Muzica de-o viață)
- La Terre et le ciel de Jacques Dorme, 2003, Mercure de France (Pământul și cerul lui Jacques Dorme, 2005 ISBN: 1-55970-739-9)
- La Femme qui attendait, 2004, Éditions du Seuil (Femeia care aștepta, 2006 ISBN: 1-55970-774-7)
- L'Amour humain, 2006, Editions du Seuil (Dragostea omenească, 2008 ISBN: 0-340-93677-0)
- Le Monde selon Gabriel (Lumea după Gabriel), 2007, Éditions du Rocher
- La Vie d'un homme inconnu, 2009, Éditions du Seuil (Viața unui om necunoscut, 2010 ISBN: 0-340-99878-4)
- Cette France qu'on oublie d'aimer (Această Franță pe care uităm să o iubim), 2010, Puncte
- Le Livre des brèves amours éternelles, 2011, Éditions du Seuil (Cartea iubirilor scurte care trăiesc pentru totdeauna, 2013 ISBN: 0857051768)
- Une Femme Aimée, 2013, Éditions du Seuil (O femeie iubită, 2015)
- Le Pays du lieutenant Schreiber (Patria locotenentului Schreiber), 2014
- L'archipel d'une autre vie, (Arhipelagul unei alte vieți), 2016
- Au-delà des frontières (Dincolo de frontiere), 2019
- L'Ami armenien, 2021, Editions Grasset (Prietenul armean, 2021 ISBN: 2246826578)

Sub pseudonimul Gabriel Osmonde
- Le Voyage d'une femme qui n'avait plus peur de vieillir (Călătoria unei femei care nu se mai temea de îmbătrânire), Albin Michel, 2001
- Les 20 000 de femei de la vie d'un homme (Cele 20 000 de femei din viața unui bărbat), Albin Michel, 2004
- L'Œuvre de l'amour (Lucrarea iubirii), Pygmalion, 2006
- Alternaissance (Alternaștere), Pygmalion, 2011